# Ossido di rame bario e terre rare

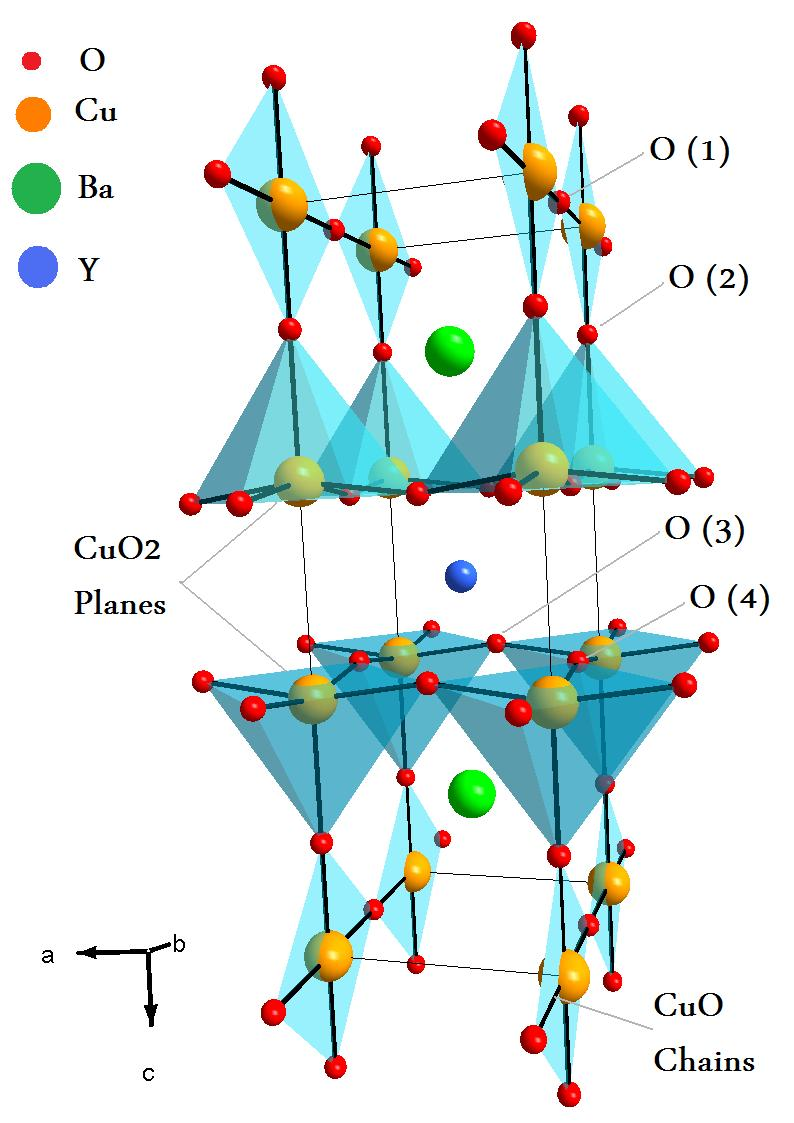
Cella unitaria di YBCO

L'ossido di rame bario e terre rare o cuprato di bario e terre rare (noto anche come ReBCO, dall'inglese rare-earth barium copper oxide) è una famiglia di composti chimici noti per la superconduttività ad alta temperatura. I superconduttori ReBCO sono in grado di sostenere campi magnetici più intensi rispetto ad altri materiali superconduttori. Grazie a ciò e a una temperatura critica, la temperatura massima a cui mantenere la superconduttività, relativamente elevata, questi materiali sono promettenti per la realizzazione di reattori nuclearie a fusione basati sul confinamento magnetico consentendo una costruzione più compatta ed economica e per il potenziamento dei moderni acceleratori di particelle.

Currente critica (KA/cm^{2}) rispetto alla temperatura assoluta (K), per differenti intensità del campo magnetico (T) nel YBCO.

Il più famoso di questi è il cuprato di ittrio e bario, YBa2Cu3O7−x (o Y123), primo superconduttore trovato con temperatura critica al di sopra del punto di ebollizione dell'azoto liquido. Il suo rapporto molare è 1 a 2 a 3 per ittrio, bario e rame e ha una cella unitaria costituita da subunità, che è la struttura tipica delle perovskiti,. In particolare le subunità sono tre, sovrapposte e contenenti un atomo di ittrio al centro di quella di mezzo e un atomo di bario al centro delle rimanenti. Pertanto, ittrio e bario sono impilati secondo la sequenza [Ba–Y–Ba], lungo un asse convenzionalmente indicata con c, come da figura.
La cella risultante ha una struttura ortorombica, a differenza degli altri cuprati superconduttori che generalmente hanno struttura tetragonale. Tutti i siti angolari della cella unitaria sono occupati dal rame che ha due diverse coordinazioni, Cu(1) e Cu(2), rispetto all'ossigeno. Esistono quattro possibili siti cristallografici per l'ossigeno: O(1), O(2), O(3) e O(4).
Altre terre rare utilizzabili al posto dell'ittrio possono essere il lantanio (LBCO), il samario (Sm123), il neodimio (Nd123 e Nd422), il gadolinio (Gd123) e l'europio (Eu123), dove i numeri tra parentesi indicano il rapporto tra le moli di terre rare, il bario e il rame.
Poiché questi materiali sono fragili, è difficile trasformarli in fili ma, a partire dal 2010, si è iniziato a produrre nastri a più strati che incapsulano composti ReBCO, aprendo la strada a usi commerciali. 
Nel settembre 2021 la Commonwealth Fusion Systems (CFS) ha creato un magnete di prova con fili bastati su ReBCO in cui scorreva una corrente di 40.000 ampere, con un campo magnetico di 20 tesla a 20 K.
Nel 2023, al National High Magnetic Field Laboratory (MagLab), presso l'Università statale della Florida, grazie ai ReBCO, è stato realizzato un magnete superconduttore in grado di generare 32 tesla.